# بيت ابو دحلا (أفلح الشام)

تعديل مصدري - تعديل

بيت أبو دحلا هي إحدى قرى عزلة بني الحارث بمديرية أفلح الشام التابعة لمحافظة حجة، بلغ تعداد سكانها 55 نسمة حسب تعداد اليمن لعام 2004.